# Justicia damingensis
Justicia damingensis là một loài thực vật có hoa trong họ Ô rô. Loài này được (H.S. Lo) H.S. Lo mô tả khoa học đầu tiên năm 1997.